# جوئی فیرمان
جوئی فیرمان (هلندی: Joey Veerman؛ زادهٔ ۱۹ نوامبر ۱۹۹۸) بازیکن فوتبال اهل هلند است که‌ برای باشگاه فوتبال پی اس وی آیندهوون بازی می‌کند 
از باشگاه‌هایی که در آن بازی کرده‌است می‌توان به باشگاه فوتبال ولندام اشاره کرد.
وی همچنین در تیم ملی فوتبال زیر ۱۹ سال هلند بازی کرده‌است.